# At-Tur (sourate)
At-Tur  (arabe : سُورَةُ ٱلطُّورِ, français : La Montagne) est le nom traditionnellement donné à la 52e sourate du Coran, le livre sacré de l'islam. Elle comporte 49 versets. Rédigée en arabe comme l'ensemble de l'œuvre religieuse, elle fut proclamée, selon la tradition musulmane, durant la période mecquoise.

## Origine du nom
Bien que le titre ne fasse pas directement partie du texte coranique, la tradition musulmane a donné comme nom à cette sourate La Montagne, en référence à la montagne qui est mentionnée au premier verset de cette sourate : le mont Sinaï.

## Historique
Il n'existe à ce jour pas de sources ou documents historiques permettant de s'assurer de l'ordre chronologique des sourates du Coran. Néanmoins selon une chronologie musulmane attribuée à Ǧaʿfar al-Ṣādiq (VIIIe siècle) et largement diffusée en 1924 sous l’autorité d’al-Azhar,, cette sourate occupe la 76e place. Elle aurait été proclamée pendant la période mecquoise, c'est-à-dire schématiquement durant la première partie de l'histoire de Mahomet avant de quitter La Mecque. Contestée dès le XIXe par des recherches universitaires, cette chronologie a été revue par Nöldeke,, pour qui cette sourate est la 40e.
« Les chercheurs s’accordent pour considérer cette sourate comme un assemblage de textes différents ». Si Blachère y voit trois ensembles, Nöldeke, Schwally, puis Bell remarquent des interpolations ou des versets réécrits.

## Interprétations

### Versets 17-28: récompenses du Paradis
Ce passage se construit en opposition avec les versets précédents évoquant le châtiment de l’Enfer (Jahannam). Il s’inscrit dans un ensemble de péricopes coraniques qui décrivent de manière similaire le Paradis (Jannah). Cette description « très matérielle » y présente les pieux y mangeant, accoudés sur des lits.
Le verset 20 est un des quatre passages coraniques évoquant les houris du paradis, interprétés par les musulmans comme des vierges à la peau blanche et aux grands yeux. Cette interprétation a interrogé les chercheurs, tant par l’apparente contradiction avec l’évocation coranique que les hommes seront réunis à leurs femmes, que par l’absence de cette thématique dans les littératures juives et chrétiennes.
Selon les anciens orientalistes, ces houris auraient une origine persane et zoroastrienne. Selon Jeffery, le terme viendrait, en effet, du pahlavi via certaines communautés chrétiennes de langue araméenne. Au début des années 1930, Tor Andrae propose d’y voir une origine chrétienne en faisant la comparaison entre le texte coranique et l’Hymne sur le Paradis d’Éphrem de Nisibe. En 2000, Luxenberg reactualisa cette thèse en supposant une fausse lecture du rasm coranique lors de l’ajout des diacritiques. Cette thèse fut largement débattue et critiquée, entre autres, par Wild.
Van Reeth, au lieu de rejeter en bloc l’approche de Luxenberg, considéra qu’au lieu d’un « raisonnement assez compliqué », le lien entre les houris et la grappe de raisins paradisiaque pouvait venir d’un logion apocryphe attribué à Jésus et d’une mauvaise lecture de l’écriture arabe ancienne.
Si le verset 21 est reconnu comme une interpolation depuis le début du XXe siècle, une description des bienfaits matériels du Coran se poursuit au verset 22. De même, l’évocation des éphèbes au verset 24 a été retraduite par Luxenberg qui y voit une expression syriaque, « enfant de la vigne », évoquant les fruits.

Texte de la sourate (Coran datant de 1874)
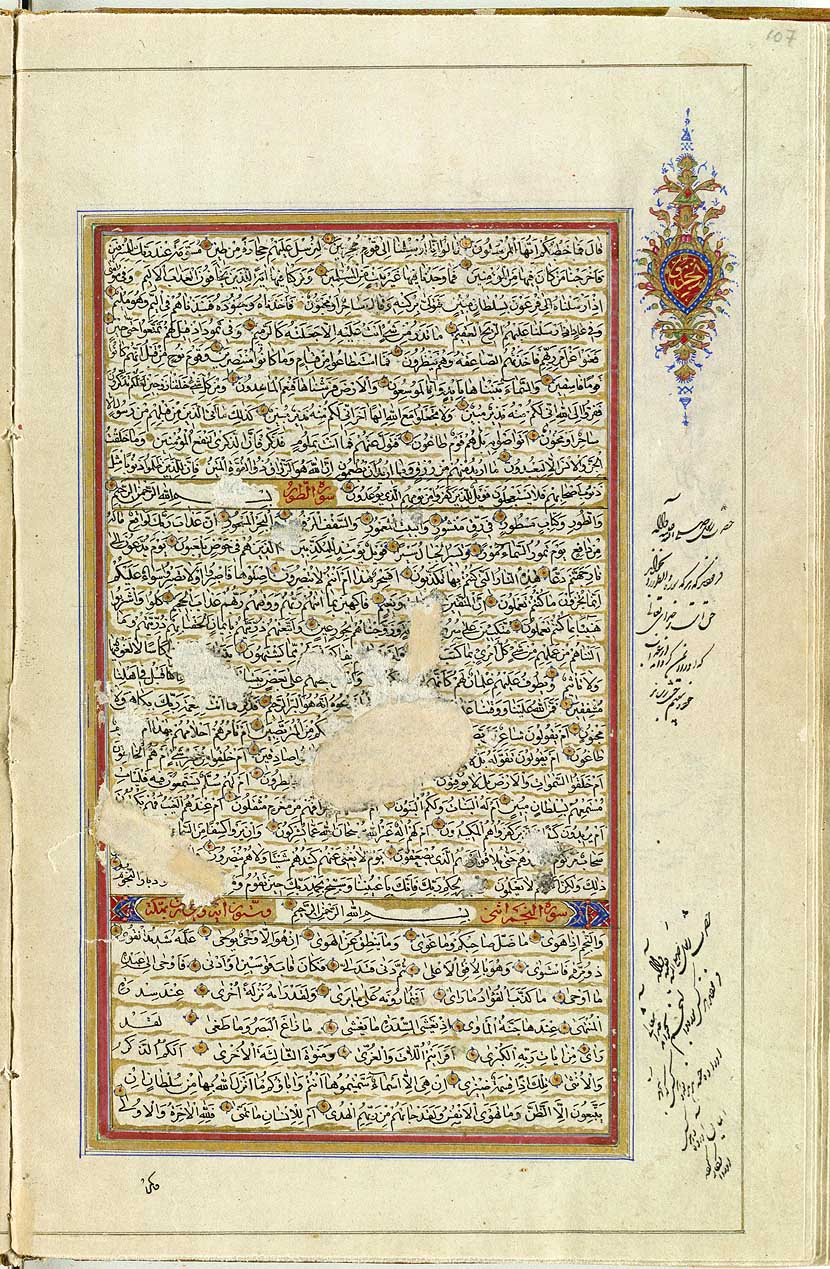